# Браницкий, Ксаверий (1864—1926)
Граф Ксаверий Владислав Браницкий (пол. Ksawery Władysław Branicki; 19 апреля 1864, Париж — 18 июня 1926, Монтрезор) — польский землевладелец и коллекционер из рода Браницких герба «Корчак».

## Биография
Единственный сын путешественника и коллекционера, графа Константина Браницкого (1824—1884) и графини Ядвиги Потоцкой (1827—1916), правнук гетмана великого коронного Франциска Ксаверия Браницкого, одного из создателей Тарговицкой конфедерации. Владелец обширных имений на Киевщине, Монтрезорского замка во Франции (унаследовал его от дяди Ксаверия). С 1892 года — владелец вилянувских имений Александры Потоцкой, с 1911 года — Россьской ординации в Гродненской губернии после смерти дяди Стефана Потоцкого (1826—1910).
Финансировал исследования дикой природы в Южной Америке и Африке. Продолжил начатое его отцом собирание природной коллекции, преимущественно зоологической. В 1887 году граф Браницкий предоставил своей коллекции частный музей природы (Музей им. Браницких), который в 1919 году передал Польскому государству. Наряду с коллекциями Зоологического кабинета, созданного в 1919 году в Варшавском университете, создал Зоологический отдел Национального Музея естественных наук.
В течение двадцати лет Ксаверий Браницкий был председателем Варшавского гребного союза, старейшего польского спортивного общества.
В ответ на заявление главнокомандующего российских войск, великого князя Николая Николаевича Романова от 14 августа 1914 года, Ксаверий Браницкий участвовал в подписании телеграммы, в которой было заявлено, что кровь сынов Польши, пролитая вместе с кровью сынов России в борьбе с общим врагом, станет крупной гарантией для новой жизни в мире и дружбе двух славянских народов. Во время Первой мировой войны, после оккупации немцами Варшавы, граф Ксаверий Браницкий в 1915 году уехал в Киев. После окончания войны Браницкий находился, в основном, в Монтрезоре (Франция). Имел репутацию странного и скупого человека, вероятно, из-за сокращения личных расходов в связи с потерей своих владений на Украине в результате Октябрьской революции и доходов от Россьской ординации, которой он лишился во время Польско-советской войны 1919—1921 годов.
Ксаверий Браницкий выделял значительные средства на поддержание Вилянувского дворца и коллекции музея, пострадавших во время военных действий.
В июне 1926 года 62-летний граф Ксаверий Браницкий скончался в усадьбе Монтрезор. Он завещал свои имения в Вилунуве и Россьскую ординацию второму сыну Адаму, а усадьба Монтрезор — дочери Ядвиге, жене Станислава Рея.

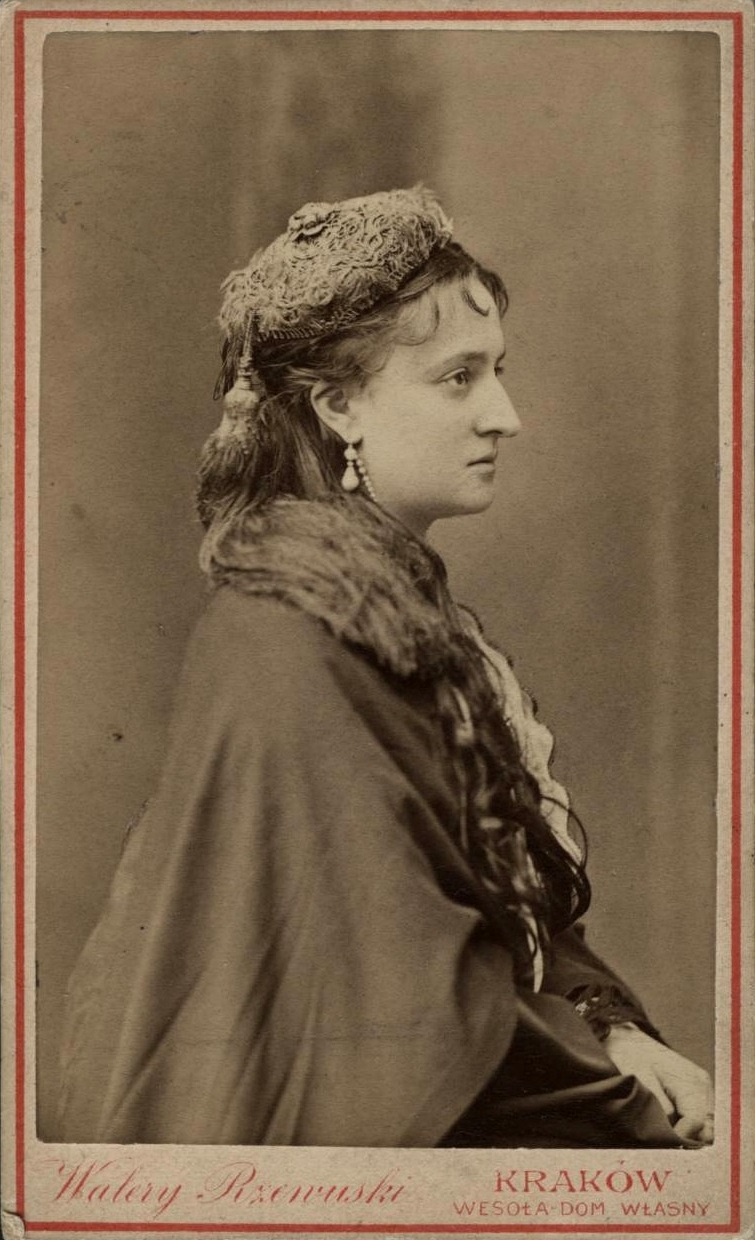
Анна Потоцкая (1885)

## Семья
10 февраля 1886 года женился на своей двоюродной сестре — графине Анне Марии Пие Розе Потоцкой (1863—1953), дочери Адама Юзефа Матеуша Потоцкого (1822—1872) и графини Катарины Браницкой (1825—1907). Супруги имели пятерых детей:
- Константин Адам Мария Браницкий (1887—1918), холост.
- Катаржина Мария Габриэла Браницкая (1889—1968), не замужем.
- Ядвига Мария Роза Браницкая (1890—1977), жена с 1918 года графа Станислава Костки Людвика Вершовича-Рея (1894—1971).
- Адам Мария Ян Браницкий (1892—1947), женат с 1921 года на графине Марие Беате Антонине Потоцкой (1896—1976).
- Владислав Станислав Мария Браницкий (1893—1913), холост.